# Симоновск
 Симоновск  — опустевшая деревня в Мари-Турекском районе Республики Марий Эл. Входит в состав Марийского сельского поселения.

## География
Находится в восточной части республики Марий Эл на расстоянии приблизительно 34 км по прямой на юг-юго-восток от районного центра посёлка Мари-Турек.

## История
Была известна с 1873 года как казённый починок Симоновск (Немытый, Красный Ключ) по речке Сардинке с 21 двором и 162 жителями, была основана переселенцами из деревни Шора. В советское время работали колхозы «Красный ключ», совхозы имени Кирова и «За мир». После вхождения в последний совхоз люди лишились работы, усилился отток населения. В 1959 году в деревне было 136 жителей, в 1979 году осталось 35 человек, в 2000 году оставался последний житель.

## Население
Население не было учтено как в 2002 году, так и в 2010.

## Известные жители
Крысов Василий Иванович (1928—2017) — свинарь колхоза имени С. Кирова Мари-Турекского района Марийской АССР (1958―1988). Герой Социалистического Труда (1976). Дважды кавалер ордена Ленина (1973, 1976).